# 카르틀리

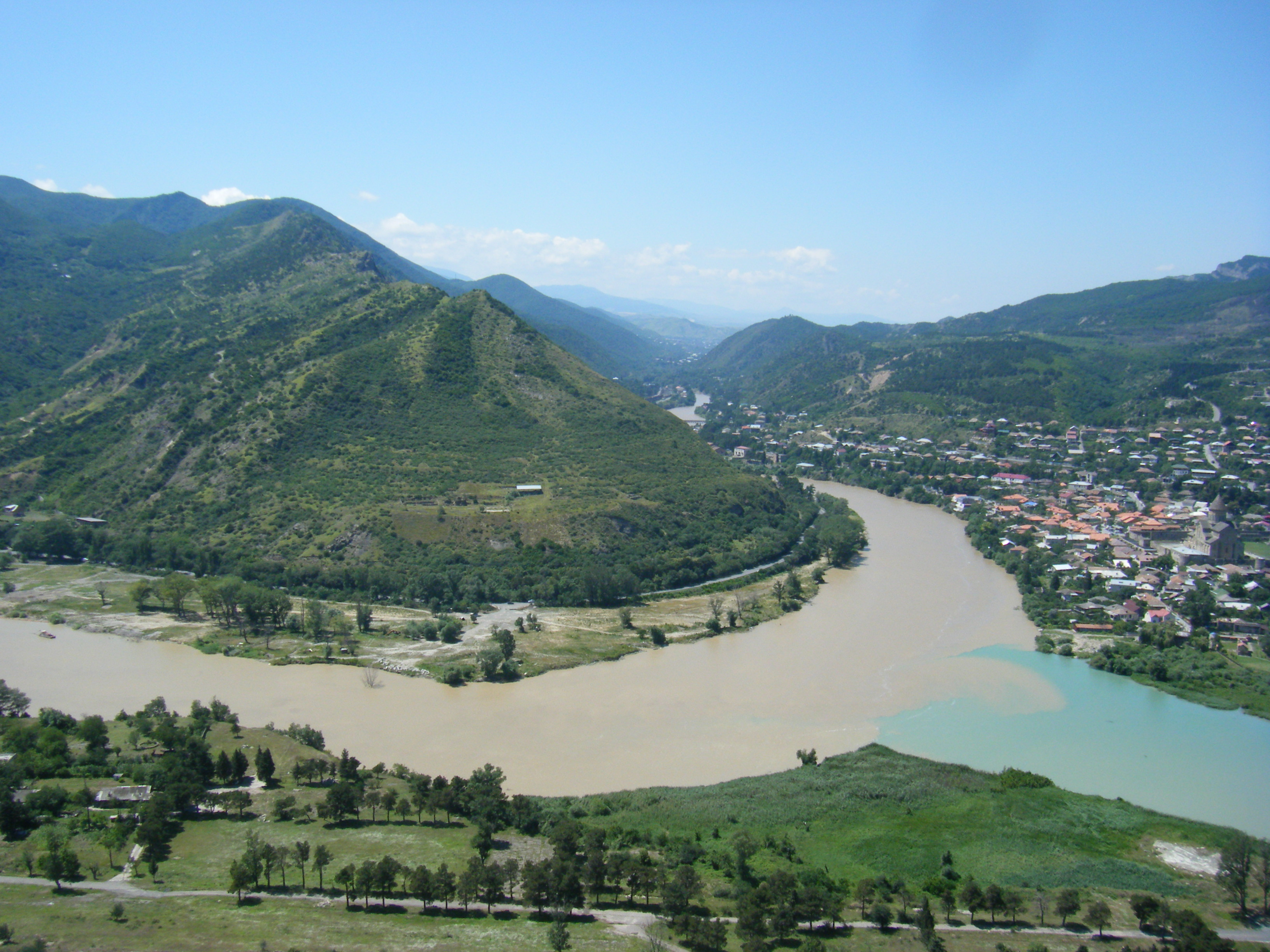

카르틀리(조지아어: ქართლი, kʰɑrtʰli (도움말·정보))는 조지아의 수도 트빌리시가 있는 므트크바리(쿠라강)을 가로지르는 중부에서 동부 조지아의 역사적인 지역이다. 이베리아, 카르틀리로 고전 문학 작가들에 의해 알려짐은, 중세 시대 조지아인의 민족적, 정치적 통합에 결정적인 역할을 하였다. 카르트리는 역사의 과정에서 영토의 변동이 상당히 심해서 경계가 확실히 정의되어 있지 않다. 15세기, 조지아 왕국의 분할 이후에는, 카르트리는 트빌리시에 있는 왕국의 수도와 분리되었다. 카르트리의 역사적 영토들은 현재는 조지아의 다양한 행정 구역으로 분할되어 있다.
카르트리의 역사상의 영토에서 사는 조지아인은 카르틀레리(단수형 ქართლელი)로 알려져 있고, 조지아 사람들의 가장큰 민족지적인 집단들 중에 한 집단을 포함한다. 그들중 대부분은 조지아 정교회 신자로, 현대 조지아 문학 언어의 기초가 되는 방언을 쓴다.

## 어원
지명 "카르트리"는 조지아 문학에서 가장 오래된 잔존 문서 조각인 5세기 성녀 슈샤니키시 여왕의 순교에 대한 기록서에 첫 번째로 등장한다. 중세 조지아 역대기에 따르면, 카르트리는, 므트크바리에 도시를 건설한 상상의 조지아에트나츠인, 카르트로스로부터 그 이름이 유래됐다. 그 이름은 카르트로스와 그의 자손들에 의해 통치 되던 나라에 일반화 된 이름, 카르틀리(아마도 훗날에는 아르마지)로 불렸다. 카르트로스는 중세의 짜 맞춘 이야기 같으며 카르트리의 이름이 붙은 작품속의 에포니모우스라는 것은 확실하지 않다. 중세의 연대기 편자는 미국 애틀란타 조지아 주립 대학교의 스테판 라프가 "고대 시대의 의미가 있는 기록을 전하기 위하여"라고 가정한 것처럼 특징적으로 그리스어 주격접미사 ~오스(ος)를 붙인다.
기오르기 멜리키슈빌리 교수는 메그렐어(조지아어의 카르트벨리아어 자매어)와 몇 가지의 서부 조지아 방언과, "외양간"이나 "밀폐된 공간"의 의미에서 찾은 단어, 카르트라 (ქართა)와 지명에서 유래한 타페님, 카르틀리와 연관지었다. 어근 카르는 조지아를 가로질러 무수히 많은 지명에서 발생되었고, 멜리키슈빌리의 견해로는, 인구어의 원형, 예를 들어 게르만어 가르다즈("포위", "정원"), 리투아니아어 가르다스("포위", "장애물", "외양간"), 옛 슬라브어 그라듀("정원", 그리고 "도시"), 히타이트어 구르타스("요새")와 어의론적으로 유사함을 나타낸다고 했다. 또한 유사점은 고전적 근원인 칼디와 카르두치에서 찾게 되기도 했다.

## 고대사
카르틀리의 와 카르틀리 사람들, 카르트벨리(단수형. ქართველი)의 형성은 불완전하게 기록되었다. 현재 조지아의 영토에 있는, 주로 아나톨리아인인, 몇몇 고대 부족의 침입과 침입 부족들의 원주민들과의 융합은 카르틀리 형성 절차의 결정적인 역할을 하였다. 그것은 중세 초기 연대기 카르틀리의 개종에서 발견된 조지아인의 토착 거주지의 준전설적인 지역인, 아리안카르틀리의 이야기를 반영하고 있는지도 모른다.
기원전 3세기에, 카르틀리와 그 지역의 수도 므츠헤타(5세기에 트빌리시에 의해 계승된)에는 그 곳을 중심으로 크레코-로마의 세계에 발전된 이베리아라고 알려진 고대 조지아 왕국이 형성되었다. 4세기에 그 다음 세대 조지아인들의 통합과, 기반을 형성했었던 민족적, 정치적 속성 단위인 카르틀리의 역할은 더 나아가 그 지역 사람들의 기독교화의 결과를 증진시켰다. 비잔티움과 이라니안 세력이 교차하는 곳에 위치했어서, 그들 만의 문자 언어로 오직 카르트벨리아인의 지역이라는 사실이 도움이 되어, 카르틀리는 활기찬 기독교 문화를 발전시켰다. 8세기에 트빌리시는 아랍인의 법률을 병합하여, 카르틀리의 정치적 중심지는 남동쪽으로 옯겨졌다. 그러나 그 당시 조지아인 학자들은 카르트리에, 기독교로 함께 뭉쳤던 중세 조지아의 모든 사람들의 토지들을 표시하는 폭넓은 의미를 부여했다. 중세 조지아어 문학의 가장 많이 인용된 구절중의 한 절에는, 9세기의 작가 기오르기 메르출레는 "그리고 조지아 언어로 그 전례서와 모든 기도문들이 말하기를 카르틀리는 그 넓은 영토를 포함한다."라고 주장하였다. 그러나 강조 조지아어로 "주님, 자비를 베푸소서." 또는 "주님, 저희에게 자비를 베푸소서."를 의미하는 강조, 구절을 그리스어로, 키리에 엘레이손이라고 말한다."라고 되어 있다.
11세기에 다양한 조지아의 정지 형태들이 조지아 왕국으로 통합된 이후에, "카르틀리"와 "카르트벨리"의 이름들은 조지아의 독자적 칭호인 사카르트벨로의 기반이 되었다. 조지아어 접환사 사~오는 표준 지리학적 건축물을 가리키는 "~ 민족이 거주하는 (민족 이름) 지역"이다.

## 중세 구획
중세 시대에는, 카르틀리는 전통적으로 대략 므트크바리가 있는 중요한 세 지역으로 분할되어 있었다:
- 시다 카르틀리 (შიდა ქართლი), 예를 들어, 중부 카르틀리는 중부 카트를리 남쪽과 므트크바리의 남쪽과 그 속국의 서쪽, 아라그비로 구성된 므트스크헤타와 우프리스트시크헤에 중심이 있었다.

- 크베모 카르틀리 (ქვემო ქართლი), 예를 들어, 하부 카트를리. 므트스크바리의 하류 지역과 그 강의 남쪽에 있는 영토를 포함.

- 제모 카트를리 (ზემო ქართლი), 예를 들어, 상부 카트를리. 므트크바리의 상류 지역과 그 강의 남쪽, 크베모 카트들리의 서쪽의 영토를 포함.

이 영토들의 대부분은 현재 (고리가 수도인) 쉬다 카트를리와 (루스타비에 그 수도가 있는) 크베모 카트를리 뿐만아니라 (아칼트시케가 수도인) 삼츠케-자바케티와 (므츠헤타가 수도인) 므츠헤타-므티아네티의 조지아의 구획 므카레로 나뉜 지역의 부분들이다.

## 근대사
15세기의 조지아 왕국의 분열로 조지아의 왕들은 그들의 수도인 트빌리에 있던, 카르틀리를 홀로 떠나게 되었고다. 카르틀리의 왕들은 그들이 합법적인 후계자들 이라고 주장한 모든 조지아 군주의 칭호들을 포기하지 않았다. 그래서, 유럽인들은 그 이름이 "조지아 특유의" 것, 그리고 나중에는, 러시아어 카르타리니에를 경유한 카르트라리니아라는 것도 알았다. 카르트리 왕국은 조지아와 캅카스 통치자들과 인접한, 오스만 제국과 페르시아 제국과 18세기 그들 끼리의 그칠 새 없는 전투들 속에서 살아남았다. 1762년에, 카르트리는 동부 조지아와 인접한 카케티 왕국을 카르틀리-카케티의 오직 단일국으로만 연합하게 되었고, 1801년에는 러시아 제국에 합병되었다.

## 참고
- Khintibidze, Elguja (1998), The Designations of the Georgians and Their Etymology. Tbilisi State University Press, ISBN 5-511-00775-7
- Rapp, Stephen H. (2003), Studies in Medieval Georgian Historiography: Early Texts And Eurasian Contexts. Peeters Publishers, ISBN 90-429-1318-5
- Toumanoff, Cyril (1963), Studies in Christian Caucasian History. Georgetown University Press